# Lillian Moschen
Lillian Moschen (* 1983 in Wien) ist eine österreichische Journalistin und Fernsehmoderatorin. Seit Jänner 2021 präsentiert sie das 3sat-Magazin Kulturzeit.

## Leben
Lillian Moschen studierte Theater-, Film- und Medienwissenschaft an der Universität Wien sowie Creative Writing und Screenplay Writing an der University of California, Los Angeles (UCLA) und absolvierte das Masterstudium Journalismus und Medienmanagement an der FHWien der WKW. Während des Studiums machte sie beim Nachrichtenmagazin profil sowie der Tageszeitung Kurier Praktika.
Seit 2009 berichtet sie auf ORF 2 für die Zeit im Bild, die Matinee am Sonntag und den Kulturmontag über kulturelle Themen wie Ereignisse aus der Filmwelt und Rock- und Popkonzerte. Von 2015 bis 2017 führte sie durch das ORF-1-Musikmagazin Festival Diaries. Seit 2018 präsentiert sie die Verleihung der Oscars im ORF.
Mit 7. April 2020 übernahm sie abwechselnd mit Mariella Gittler die Moderation des Vorabend-Informationsmagazin Magazin 1 auf ORF 1. Seit September 2020 präsentiert sie zudem Hallo Österreich auf ORF 1.
Anfang Dezember 2020 wurde sie als Nachfolgerin von Peter Schneeberger als österreichische Vertreterin im vierköpfigen Moderatorinnenteam des 3sat-Magazins Kulturzeit vorgestellt. Ursprünglich sollte sie ab Dezember 2020 moderieren, aufgrund der COVID-19-Pandemie wurde der Moderationsstart auf Jänner 2021 verschoben.